# Liste der Museen im Donnersbergkreis
Die Liste der Museen im Donnersbergkreis enthält sämtliche Museen innerhalb des Donnersbergkreises.

## Museen
- Alsenz
  - Alsenzer Museum für Heimatgeschichte und Nordpfalz Galerie im Alten Rathaus
  - Pfälzisches Steinhauermuseum
- Bennhausen
  - Alte Schmiede Bennhausen
- Dannenfels
  - Dorfmuseum Dannenfels
  - Infozentrum Donnersberghaus
- Dörrmoschel
  - Steinemuseum
- Eisenberg (Pfalz)
  - Römer-Museum Haus Isenburg
  - Museum Riegelstein
- Göllheim
  - Heimatmuseum Uhl’sches Haus
- Imsbach,
  - Pfälzisches Bergbaumuseum
  - Schaubergwerk Grube Maria
  - Schaubergwerk Weiße Grube
- Kirchheimbolanden
  - Museum im Stadtpalais
- Mannweiler-Cölln
  - Randeck-Museum
- Münchweiler an der Alsenz
  - Rundfunkmuseum
- Niedermoschel
  - Museum des Nord- und Westpfälzer Quecksilberbaus
- Ramsen
  - Stumpfwaldbahn SWB Stumpfwaldbahn Ramsen e. V.
- Rockenhausen, Donnersbergkreis
  - Kahnweilerhaus
  - Museum Pachen
  - Nordpfälzer Heimatmuseum
  - Museum für Zeit – Pfälzisches Turmuhrenmuseum
- Schweisweiler, Donnersbergkreis
  - Leo’s Tenne Dorfmuseum
- Zellertal
  - Museum für Ortsgeschichte und Weinbau